# MAPK8IP2
MAPK8IP2‏ (Mitogen-activated protein kinase 8 interacting protein 2) هوَ بروتين يُشَفر بواسطة جين MAPK8IP2 في الإنسان.